# Baskoudré-Peulh
Ne doit pas être confondu avec Baskoudré-Mossi.
Baskoudré-Peulh est une localité située dans le département de Korsimoro de la province du Sanmatenga dans la région Centre-Nord au Burkina Faso.

## Histoire
Baskoudré-Peulh est l'entité peulh du village de Baskoudré-Mossi.

## Éducation et santé
Le centre de soins le plus proche de Baskoudré-Peulh est le centre de santé et de promotion sociale (CSPS) de Baskoudré-Mossi tandis que le centre hospitalier régional (CHR) se trouve à Kaya.
Baskoudré-Peulh possède une école primaire publique.